# Голополосов, Максим Сергеевич
Макси́м Серге́евич Голополо́сов (род. 1 ноября 1989, Москва, СССР), также известный как Макс +100500 (читается как «Макс Плюс сто-пятьсо́т»), — российский видеоблогер, обозреватель, телеведущий, музыкант, актёр кино и дубляжа. Автор и ведущий интернет-шоу «+100500», которое выпускается на YouTube-канале «AdamThomasMoran» и на телеканале «Че». Также является ведущим шоу «iТопчик» на том же телеканале. По словам Максима, «+100500» — это русскоязычная версия зарубежного интернет-шоу «Equals Three» («=3»), создателем которого является американский видеоблогер Рэй Уильям Джонсон.
Макс стал кумиром подростков 2010-х годов наравне с такими видеоблогерами как Ивангай и Катя Клэп.
По состоянию на сентябрь 2024 года канал «AdamThomasMoran» имеет более 10,7 млн подписчиков и более 2,5 млрд просмотров, занимает 23-е место по числу подписчиков среди российских YouTube-каналов.
Максим также являлся учредителем информационно-развлекательного сайта CarambaTV.ru, получившего в 2011 году «Премию Рунета» как лучший «стартап года».

## Биография
Родился 1 ноября 1989 года в Москве. Его мать на момент его рождения работала швеёй на трикотажной фабрике, но после декрета туда не вернулась, устроилась воспитательницей в детское дошкольное учреждение. Его отец работал кабельщиком-спайщиком на заводе, а позднее в сервисном центре одного из интернет-провайдеров. Успешно закончив девять классов школы, Максим пошёл учиться на повара, потом работал один год, и только потом поступил в вуз, где учился на преподавателя английского языка. Покинул учебное заведение после второго курса. До создания проекта «+100500» Максим работал курьером.
В сентябре 2022 покинул территорию РФ и был замечен на границе Казахстана.

### Личная жизнь
В 2021 году в YouTube-шоу «Петя любит выпить» Максим рассказал, что помог своей девушке Анастасии Боднар избавиться от сильной алкогольной зависимости, которая едва не стала причиной расставания. В 2022 году женился на Анастасии, с которой встречался до этого 7 лет. Предложение сделал на острове Крит осенью 2021 года. В 2023 году пара сообщила, что они ждут ребёнка. Сын Лука родился 15 ноября 2023 года в Канаде.

## Карьера

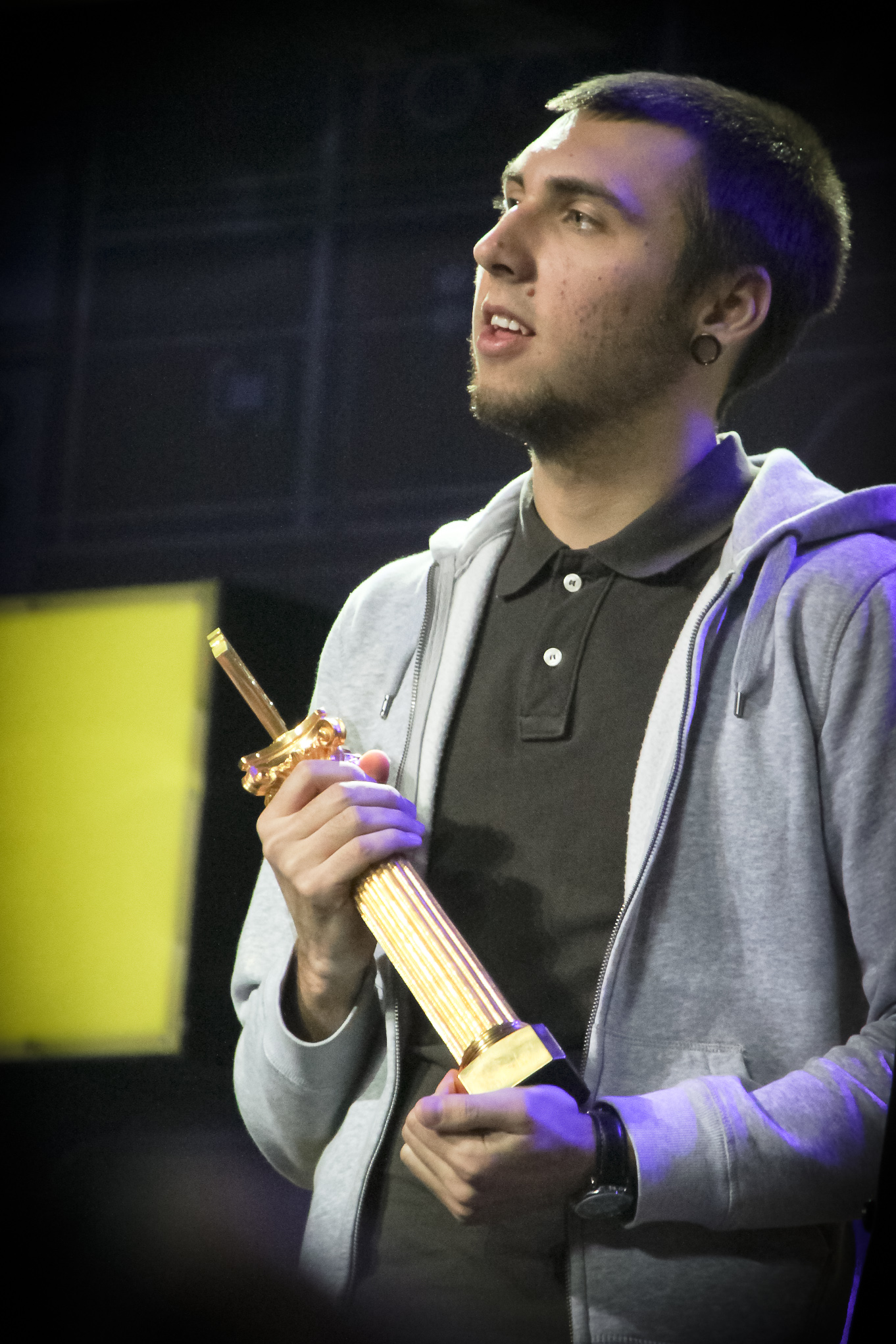
Максим Голополосов на «Премии Рунета-2011»

### «+100500»
Первый видеоролик появился на сайте YouTube 29 августа 2010 года. Каждый выпуск выходит с периодичностью около одного раза в неделю. Суть передачи заключается в саркастических комментариях Максима по поводу популярных интернет-видеороликов. Отличительная черта — обильное присутствие нецензурной брани практически во всех выпусках, а также ковёр с леопардовым окрасом в качестве фона. На апрель 2020 года на канале 547 эпизодов, с общим количеством просмотров всех выпусков шоу составляющих более 2,2 миллиарда. Сценарии к роликам Максим пишет сам. Основная аудитория его видеоблога (примерно 70 %) — лица до 18 лет. По данным WatchinToday, среднемесячный доход Максима составляет от 3 до 40 тыс. долларов. YouTube-канал «+100500» на январь 2022 года имел 7,8 млрд просмотров.

### «MoranDays»
Максим также ведёт собственный видеоблог «MoranDays», число подписчиков на котором на июль 2023 года составляет более 1 миллиона, с общим количеством 98 миллионов просмотров. Всего на канале 240 видео. Основной контент его видеоблога — это видео из поездок за границу, где в некоторых Максим встречается с его друзьями, проживающими в США. В двух из его пребываний в США Максим гостит у бывшего блогера Alex RandomUS с одноимённого канала, в данное время известным под именем Alex Ezma Rey, и они вместе записывают блог.

### 2ND Season
Кроме интернет-проекта, Максим также является одним из основателей, гитаристом и вокалистом любительской музыкальной группы 2ND Season, музыка которой является саундтреком к шоу «+100500».

### «У Максоуна»
12 июня 2017 года на канале «AdamThomasMoran», где ранее выходило только шоу «+100500», Максим опубликовал пилотный выпуск нового шоу в формате интервью «У Максоуна», первыми гостями стали Ян Лапотков (Топлес) и Евгений Сагадиев (Eugene Sagaz). 25 июня 2017 года шоу сатиристически было обыграно на канале «Druzhko Show» при участии самого Максима.

### Работа на телевидении
С 23 октября 2011 по 18 декабря 2016 года шоу «+100500» выходило на развлекательном телеканале «Перец» (позже — «Че»). Каждая передача длилась от 22 до 26 минут. Отличительным признаком телеверсии являлась цензура мата, а впоследствии — его отсутствие, на что Голополосов позже сетовал.
С 18 марта по 27 апреля 2013 года являлся ведущим экстремального музыкального шоу «Караоке Киллер» на телеканале «Ю». С 29 ноября 2014 по 21 февраля 2015 года — один из ведущих программы «Герои Интернета», также выходившей на канале «Перец»; с 22 октября по 3 декабря 2016 года — ведущий travel-шоу «100500 городов» на «Че».
В 2017 году Максим и несколько других сотрудников его шоу остановили сотрудничество с каналом «Че» из-за конфликта с новыми руководителями холдинга «СТС Медиа» и входящей в него Caramba Media.
Спустя полтора года, когда канал «Че» возглавила и переформатировала Елена Карпенко, Максим и Caramba Media вновь стали выпускать на нём телеверсию «+100500» с 19 августа 2018 года.
С 14 августа 2021 года — ведущий шоу «IТопчик» на телеканале «Че».

### Актёрская деятельность
В 2014 году вышел фильм Игоря Волошина «Скорый „Москва — Россия“», в котором Голополосов сыграл роль самого себя (камео) и по совместительству друга главного героя.
В 2015 году сыграл эпизодическую роль зомби в американской комедии «Скауты против зомби».
В 2015 году принял участие в озвучивании персонажей игры Star Wars: Battlefront, а в 2016 году — в дубляже анимационного фильма «Полный расколбас» (роль наркомана). В 2021 году участвовал в русском дубляже песни «Theme song» из мультсериала 1987 года «Черепашки-ниндзя» для телеканала 2x2. В 2024 году принял участие в русском дубляже фильма «Дэдпул и Росомаха», записанном студией Red Head Sound, в котором озвучил персонажа Хэдпула.

## Премии и номинации
| Год  | Премия        | Номинация             | Результат | Ист.   |
| ---- | ------------- | --------------------- | --------- | ------ |
| 2011 | Премия Рунета | Лучший «стартап года» | Победа    | [ 16 ] |

## Участие в телепередачах и интернет-шоу
- 2015 — От винта! (YouTube-канал «Навигатор игрового мира») — приглашённый гость

## Фильмография

### Актёрские работы
- 2013 — Универ. Новая общага — камео (серия 93)
- 2014 — Зайцев+1 — камео (серия 48)
- 2014 — Скорый «Москва — Россия» — Макс, друг Сергея, камео
- 2015 — Скауты против зомби — зомби (эпизод; в титрах не указан)
- 2016 — СашаТаня — камео (серия 95)
- 2018 — Полицейский с Рублёвки — камео (серия 31)
- 2018 — Всемогущий — камео (серия 2)

### Дубляж
- 2016 — Полный расколбас — наркоман[47]
- 2024 — Дэдпул и Росомаха — Хэдпул (дубляж студии Red Head Sound)[48]